# Remix
Et remix er en udgave af et kunstnerisk værk, hvor der er taget udgangspunkt i originalt materiale.
Eksempelvis er en del sange blevet remixet til dansevenlige udgaver med fremhævet bas og et markant trommespor. Nogle kunstnere udgiver selv remix-versioner af deres sange. Det kan både dreje sig om særligt dansevenlige udgaver og radio-udgaver, der er afkortet til under tre minutter.
Indenfor elektronisk musik, specielt house og dance, er det ofte set, at et remix vinder større popularitet end originalen.
| Musik | Spire Denne musikartikel er en spire som bør udbygges. Du er velkommen til at hjælpe Wikipedia ved at udvide den. |